# Preservation Act 2
Preservation Act 2 es el duodécimo doble álbum conceptual de la banda británica de rock The Kinks. No tuvo buena recepción ni de crítica ni de ventas (sólo llegó al puesto número 114 del Billboard 200), a pesar de que en directo tuvo mucho mejor aceptación. Durante la gira de promoción del disco, el líder de la banda, Ray Davies, sufrió una sobredosis.
La reedición de 1991 lanzado por Rhino es un doble CD en el que se combina con su predecesor de 1973 Preservation: Act 1, mientras que la reedición de 1998 de Act 2 lanzado a través de Velvel contiene el descarte "Slum Kids".

## Lista de canciones
- Todas las canciones compuestas por Ray Davies

### Disco 1
Cara A
1. "Announcement" – 0:41
2. "Introduction to Solution" – 2:43
3. "When a Solution Comes" – 3:40
4. "Money Talks" – 3:44
5. "Announcement" – 0:55
6. "Shepherds of the Nation" – 4:17

Cara B
1. "Scum of the Earth" – 2:45
2. "Second-Hand Car Spiv" – 4:01
3. "He's Evil" – 4:25
4. "Mirror of Love" – 3:26
5. "Announcement" – 0:34

### Disco 2
Cara A
1. "Nobody Gives" – 6:33
2. "Oh Where Oh Where Is Love?" – 3:40
3. "Flash's Dream (The Final Elbow)" – 4:17
4. "Flash's Confession" – 4:06

Cara B
1. "Nothing Lasts Forever" – 3:42
2. "Announcement" – 0:20
3. "Artificial Man" – 5:30
4. "Scrapheap City" – 3:16
5. "Announcement" – 1:05
6. "Salvation Road" – 3:20

Pistas adicionales
1. "Slum Kids"* – 6:27

## Personal
- Ray Davies - voz, guitarra
- Dave Davies - guitarra, voz
- John Dalton - bajo
- John Gosling - teclados
- Mick Avory - batería
- Maryann Price - voz
- Alan Holmes - saxofón barítono, clarinete
- Laurie Brown - trompeta, flauta, saxofón tenor
- John Beecham - trombón, flauta